# Cronologia dei computer dal 2010 al 2019
Questa voce presenta una cronologia di eventi nella storia dei computer dal 2010 al 2019. Per una narrazione in prosa, si veda la voce Storia del computer.

## 2010
| Data      | Evento                        |
| --------- | ----------------------------- |
| 3 aprile  | Apple pubblica il primo iPad. |
| 24 giugno | Apple pubblica iPhone 4.      |

## 2011
| Data        | Evento                                                         |
| ----------- | -------------------------------------------------------------- |
| 4 maggio    | Intel annuncia i transistor 3D, una variante di FinFET         |
| 15 giugno   | I primi Chromebook, di Acer e Samsung, arrivano sul mercato.   |
| 13 agosto   | Acquisizione di Loquendo da parte di Nuance Communications.    |
| 7 settembre | Il primo hard drive da 4 terabyte viene pubblicato da Seagate. |

## 2012
| Data        | Evento |
| ----------- | --- |
| 29 febbraio | Raspberry Pi, un computer dalle dimensioni ridotte creato da volontari del Regno Unito, esce per aiutare i bambini a programmare. |
| settembre   | Intel annuncia Next Unit of Computing, una scheda madre che misura solo 4 × 4 in (10 × 10 cm)                                     |
| 4 ottobre   | TDK annuncia un hard drive da 2 terabyte su un singolo piatto da 3,5 pollici.                                                     |
| 26 ottobre  | Microsoft pubblica il sistema operativo Windows 8.                                                                                |
| 18 novembre | Nintendo pubblica Wii U in Nord America.                                                                                          |

## 2013
| Data         | Evento |
| ------------ | --- |
| 11 giugno    | Apple pubblica il primo MacBook Pro a Display Retina. |
| 20 settembre | Apple pubblica iPhone 5S,basato sul chip Apple A7 che la società ha proclamato essere il primo processore 64 bit ad essere utilizzato su uno smartphone. |
| 15 novembre  | Sony pubblica PlayStation 4 negli Stati Uniti. |
| 22 Novembre  | Microsoft pubblica Xbox One. |
| 29 novembre  | Sony pubblica PlayStation 4 in Europa. |

## 2014
| Data      | Evento |
| --------- | --- |
| 26 agosto | Il primo hard drive da 8 terabyte viene pubblicato da Seagate. Google pubblica la versione 64-bit di Chrome per Windows. |
| 29 agosto | Intel pubblica Intel Core i7-5960X.                                                                                      |

## 2015
| Data       | Evento |
| ---------- | --- |
| 29 luglio  | Microsoft pubblica il sistema operativo Windows 10. |
| 15 ottobre | AlphaGo diviene il primo software di intelligenza artificiale a sconfiggere un maestro nel gioco del go senza svantaggio e su un goban di dimensioni standard. |

## 2016
| Data       | Evento                                                                      |
| ---------- | --------------------------------------------------------------------------- |
| 12 gennaio | High Bandwidth Memory viene pubblicata da JEDEC.                            |
| 13 gennaio | Fixstars Solutions pubblica la prima SSD da 13 TB.                          |
| 4 marzo    | Gli scienziati del MIT creano il primo computer quantistico a cinque atomi. |
| 19 agosto  | Samsung pubblica Galaxy Note 7.                                             |

## 2017
| Data    | Evento                                               |
| ------- | ---------------------------------------------------- |
| 3 marzo | Nintendo pubblica la console ibrida Nintendo Switch. |

## 2019
| Data         | Evento                                                |
| ------------ | ----------------------------------------------------- |
| 9 gennaio    | Lexar annuncia la prima SD con portata da 1 terabyte. |
| 20 settembre | Nintendo pubblica Nintendo Switch Lite                |

### Cronologie
- Cronologia dei computer fino al 1950
- Cronologia dei computer dal 1950 al 1979
- Cronologia dei computer dal 1980 al 1989
- Cronologia dei computer dal 1990 al 1999